# Icacinaceae
Icacinaceae Miers, 1851 è una famiglia di piante angiosperme dell'ordine Icacinales.

## Tassonomia
La famiglia comprende i seguenti generi:
- Alsodeiopsis Oliv.
- Casimirella Hassl.
- Cassinopsis Sond.
- Desmostachys Planch. ex Miers
- Hosiea Hemsl. & E.H.Wilson
- Icacina A.Juss.
- Iodes Blume
- Lavigeria Pierre
- Leretia Vell.
- Mappia Jacq.
- Mappianthus Hand.-Mazz.
- Merrilliodendron Kaneh.
- Miquelia Meisn.
- Natsiatopsis Kurz
- Natsiatum Buch.-Ham. ex Arn.
- Phytocrene Wall.
- Pittosporopsis Craib
- Pleurisanthes Baill.
- Pyrenacantha Wight
- Ryticaryum Becc.
- Sarcostigma Wight & Arn.
- Sleumeria Utteridge, Nagam. & Teo
- Stachyanthus Engl.
- Vadensea Jongkind & O.Lachenaud